# Герб Себиного
Герб Се́биного затверджений 7 листопада 2008 р. рішенням сесії Себинської сільської ради.
Автор — І. Д. Янушкевич.

## Опис
Щит розтятий, на синьому полі зображення святого Архістратига Михаїла (духовного покровителя села) у червоній накидці поверх золотих лат із золотим німбом, в опущеній правиці тримає меча, який променіє, у лівій руці — щит із зображенням золотого хреста у сяйві; на зеленому полі — синя балка, облямована та розтята золотими хвилями, зверху і знизу якої по три золоті витесані з ракушняку камені. Щит обрамований декоративним картушем i увінчаний золотою сільською короною.

## Значення символів
Лазурова балка означає р. Південний Буг, на березі якої виникло село. Зображення каменів означає розташування на території Себиного кар'єрів з видобутку ракушняка.